# Масловський Дмитро Олегович
Дмитро Олегович Масловський (псевдо Кобра; 7 листопада 1994 — 17 листопада 2024) — український військовослужбовець, учасник російсько-української війни. Герой України (2025, посмертно).

## Життєпис
Народився 7 листопада 1994 року в селі Янишівка Подільського району Одеської області.
У 2017—2020 роках брав участь в ООС.
У 2023 році мобілізований на військову службу. Проходив її в 71-й окремій єгерській бригаді. Брав участь у боях на Донецькому, Харківському та Запорізькому напрямку.

## Загибель
Загинув 17 листопада 2024 року в селі Трудове Донецької області внаслідок ножового бою з російським окупантом Андрієм Григор'євим з 39-ї гвардійської мотострілецької бригади угруповання військ «Схід».

## Нагороди
- Звання Герой України з удостоєнням ордена Золота Зірка (16 січня 2025, посмертно) — за особисту мужність і героїзм, виявлені у захисті державного суверенітету та територіальної цілісності України, самовіддане служіння Українському народові[9].
- Відзнака Президента України «За оборону України»[7]